# Mołdawia na Mistrzostwach Świata w Lekkoatletyce 2022
Mołdawia na Mistrzostwach Świata w Lekkoatletyce 2022 – reprezentacja Mołdawii podczas mistrzostw świata w Eugene liczyła 5 zawodników występujących w 5 konkurencjach.

## Skład reprezentacji

### Kobiety
| Zawodniczka         | Konkurencja    | Kwalifikacje | Kwalifikacje | Finał | Finał   | Źródło |
| Zawodniczka         | Konkurencja    | Wynik        | Pozycja      | Wynik | Pozycja | Źródło |
| ------------------- | -------------- | ------------ | ------------ | ----- | ------- | ------ |
| Dimitriana Bezede   | pchnięcie kulą | 16,99        | 24.          | NQ    | NQ      | [ 1 ]  |
| Alexandra Emilianov | rzut dyskiem   | 60,67        | 13.          | NQ    | NQ      | [ 2 ]  |
| Zalina Marghieva    | rzut młotem    | 69,73        | 17.          | NQ    | NQ      | [ 3 ]  |

### Mężczyźni
| Zawodnik         | Konkurencja    | Kwalifikacje | Kwalifikacje | Finał | Finał   | Źródło      |
| Zawodnik         | Konkurencja    | Wynik        | Pozycja      | Wynik | Pozycja | Źródło      |
| ---------------- | -------------- | ------------ | ------------ | ----- | ------- | ----------- |
| Serghei Marghiev | rzut młotem    | 74,17        | 15.          | NQ    | NQ      | [ 4 ]       |
| Andrian Mardare  | rzut oszczepem | 80,83        | 10. q        | 82,26 | 7.      | [ 5 ] [ 6 ] |